# Cimetière juif du Mont des Oliviers
Le cimetière juif du mont des Oliviers est un cimetière de Jérusalem. Il est le plus ancien cimetière juif dans le monde. Il est également le plus grand cimetière juif, la raison en étant que, selon la Bible (Zacharie, 14, 4), c'est là que débutera la rédemption. Il fait face à la vieille ville de Jérusalem. Le cimetière compte plus de 150 000 tombes.
Selon Vincent Lemire, les tombes les plus anciennes, sur le flanc occidental sud du mont des Oliviers datent de la fin du IVe millénaire avant notre ère.  
Lieux remarquables :
- Yad Avshalom
- Tombe de Zacharie
- Tombe de Benei Hezir
- Grotte de Josaphat
- Cave des Prophètes, tombe des prophètes Aggée, Zacharie et Malachie
- Tombe de Houldah
- Tombeau de la fille de Pharaon
- Nécropole de la vallée du Cédron.

## Rabbins
- Yehouda Hay Alkalay
- Ovadia ben Abraham de Bertinoro
- Menahem di Lonzano
- Yehoshua Leib Diskin
- Moshe Mordechai Epstein
- Nosson Tzvi Finkel
- Yehuda Getz
- Mordechai Gifter
- Shlomo Goren
- David Weiss Halivni
- Moshe Hirsch
- Avraham David Horowitz
- Yitzchok Hutner
- Immanuel Jakobovits
- Kalman Kahana
- Aryeh Kaplan
- Menachem Mendel Kasher
- Pinhas Kehati
- Abraham Isaac Kook
- Zvi Yehouda Kook
- Avraham Livni
- Elya Lopian
- Ephraim Mol
- Élie Munk
- Shlomo Moussaieff (marchand de Boukhara)
- Nahmanide
- Shimon Gershon Rosenberg
- Chaim Pinchas Scheinberg
- Gedalia Schorr
- Avraham Shapira
- Joseph Haïm Sitruk
- Yosef Chaim Sonnenfeld
- Adin Steinsaltz
- Isadore Twersky
- Meshulem Zusia Twersky de Tolna, père de Isadore Twersky
- Isser Yehuda Unterman
- Berel Wein
- Yitzchok Yaakov Weiss

## Hassidisme
- Vierge de Ludomir

## Personnalités
- Sheldon Adelson
- Samuel Joseph Agnon
- Hanoch Albeck
- Yisrael Bak
- Menahem Begin
- Nissim Bekhar
- Yaakov Ben-Dov
- Éliézer Ben-Yehoudah
- Haim Hillel Ben-Sasson
- Ronny Bruckner
- André Chouraqui
- Tobias Cohn
- Marcel Dadi
- Jacob Israël de Haan
- Yom-Tov Ehrlich
- Israël Eldad
- Uri Zvi Greenberg
- Haim Hazaz
- Amélie Jakobovits
- Moshe Kol
- Robert Lachmann
- Avraham Livni
- Else Lasker-Schüler
- Robert Maxwell
- Charles Merzbach
- Aryé-Yéhouda-Léo Motzkin
- Yaakov Neeman
- André Neher
- Shoshana Persitz
- Yossele Rosenblatt
- Pinhas Rutenberg
- Boris Schatz
- Henrietta Szold
- Bodil Thrugotsdatter
- Ephraim Urbach
- Dawid Wdowiński